# Iabakoho
Iabakoho is een plaats en commune in het zuiden van Madagaskar, behorend tot het district Tôlanaro, dat gelegen is in de regio Anosy. Tijdens een volkstelling in 2001 telde de plaats ongeveer 3000 inwoners.
De plaats biedt enkel lager onderwijs aan. 60 % is landbouwer en 6% houdt zich bezig met veeteelt. Met name wordt er cassave en rijst verbouwd, maar bananen komt ook voor. 2% van de bevolking is werkzaam in zowel de industrie als de dienstensector. 30% van de bevolking is werkzaam in de visserij.